# Aramaba
Aramaba is een bestuurslaag in het regentschap Alor van de provincie Oost-Nusa Tenggara, Indonesië. Aramaba telt 1195 inwoners (volkstelling 2010).